# Hurugalavadi, Maddur
Hurugalavadi là một làng thuộc tehsil Maddur, huyện Mandya, bang Karnataka, Ấn Độ.